# Felicena dora
Felicena dora là một loài bướm ngày thuộc họ Hesperiidae. Loài này có ở New Guinea.